# Preludio e fuga in do maggiore BWV 547
Il grande Preludio e fuga in do maggiore BWV 547 è un'opera per organo composta da J. S. Bach a Lipsia, presumibilmente negli anni 1738-1742. Si tratta, quindi, di uno dei brani organistici di grande rilevanza composti dal musicista tedesco; è composizione coeva ad importanti raccolte quali il secondo volume del Clavicembalo ben temperato, i Corali di Lipsia e la terza parte della Clavierübung.

## Preludio
Nel suo complesso, l'opera sembra essere strutturata, al pari del Preludio e fuga in mi bemolle maggiore BWV 552, quale grande esaltazione della Santissima Trinità; diversi sono gli aspetti a suffragio di tale ipotesi.
Il materiale tematico da cui il preludio, nel tempo di 9/8, prende forma, ad esempio, è formato da tre gruppi di tre note (9 note, quindi), disposte per grado e per moto ascendente; nel complesso della battuta i tempi forti cadono sul I, sul III e sul V grado della tonalità in quel momento esplorata (la somma dei gradi dei tempi forti dà, di nuovo, 9).
Il preludio si apre con tale materiale tematico esposto in canone all'ottava. Più volte si ripresenta, nelle varie tonalità, questa esposizione canonica del materiale tematico: ad ogni ripresa il soggetto entra tre volte consecutive, sempre per canone all'ottava.
Ma non è solo questa reiterata insistenza posta sul valore simbolico del numero 3 a convalidare l'ipotesi della glorificazione della Trinità: compaiono, infatti, le medesime figurazioni vivaci, danzanti e ariose che Bach stesso utilizza in quei corali espressamente dedicati allo Spirito Santo (Komm, Gott Schöpfer, heiliger Geist BWV 631 e BWV 667).
Inoltre, nel pedale, quasi come basso ostinato, compare una fanfara formata da note discendenti, quasi a simboleggiare la discesa di Cristo sulla Terra.
Oltre che dal punto di vista simbolico, il pezzo è interessante anche dal punto di vista armonico: Bach spazia, partendo dalla pura tonalità di do maggiore, in un vasto percorso armonico, contemplando anche tonalità "lontane", spesso raggiunte mediante repentine e sorprendenti virate armoniche.

## Fuga
È una delle fughe più originali, ma anche più fittamente lavorate e contrappuntisticamente complesse dell'intera produzione organistica bachiana.
Il soggetto è derivato dal corale Allein Gott, in der Höh' sei Ehr' e potrebbe anche alludere, nella sua seconda parte, ai quattro bracci della croce.
Nello sviluppo della fuga, sempre molto densa di ripercussioni del soggetto e povera di lunghi divertimenti, il soggetto, cui sono giustapposti due diversi controsoggetti, viene utilizzato sia nella sua forma originale, sia specchiato lungo il suo ipotetico asse longitudinale.
Il pedale, muto per le prime quarantotto battute, entra nella quarantanovesima misura, introducendo una quinta voce, e cantando sia il soggetto, sia il suo specchio per aumentazione, cioè con i valori temporali delle note raddoppiati.
La fuga termina, quasi improvvisamente, alla battuta 72 (di nuovo un multiplo di tre e di nove), proprio sull'ultima entrata del soggetto, dopo una lunga e retorica cadenza sopra il pedale di tonica; quasi come se Bach lasciasse volutamente in sospeso un discorso che, effettivamente, viste proporzioni e contenuti, non avrebbe giustificato una chiusura ampollosa e ridondante.
Come nel caso del preludio, il percorso armonico è ampio e mai banale.